# فران مورينو
فران مورينو (بالإسبانية: Francisco Javier Moreno Jiménez) (7 مايو 1984 ببنبلونة في إسبانيا - ) هو لاعب كرة قدم إسباني في مركز الوسط. لعب مع أوساسونا وأولمبيك تشاتيفا وديبورتيفو ألافيس وريال مورسيا ونادي ألباسيتي ونادي ألكويانو ونادي أونتينيينت ونادي ليغانيس ونادي ليناريس ونومانسيا.

## روابط خارجية
- فران مورينو على موقع قاعدة بيانات كرة القدم.إي يو (الإنجليزية)
- فران مورينو على موقع Soccerway.com (الإنجليزية)
- فران مورينو على موقع AS.com (الإسبانية)